# Аронсон, Борис Соломонович
Борис Соломонович Аронсон (Борех-Бер Аронсон, англ. Boris Aronson; 15 октября 1900 или 15 октября 1899, Нежин, Черниговская губерния или Киев — 16 ноября 1980, Манхэттен, Нью-Йорк) — американский художник, сценограф, исследователь изобразительного искусства, художественный критик и теоретик русского авангарда.

## Биография
Родился в семье раввина Шлиомы Янкелевича Аронсона и его жены Двойры Монишевны Туровской. Ученик Александры Экстер, познакомившей Аронсона с Мейерхольдом и Таировым, под влиянием которых сформировались убеждения Аронсона как театрального художника. В начале 1920-х годов Аронсон основал Музей еврейского искусства в Киеве и пропагандировал «еврейский стиль», сочетающий принципы абстрактной живописи с элементами народного творчества, — этой теме посвящена его монография «Современная еврейская графика» (Берлин, 1923), анализирующая творчество Марка Шагала, Натана Альтмана, Эля Лисицкого, Й. Чайкова и др.
В 1922 году Аронсон покинул СССР, направившись сперва в Польшу, затем — в Берлин, а в 1926 году — в США. Сперва он сотрудничал в качестве художника сцены и художника по костюмам с несколькими еврейскими театрами Нью-Йорка. Однако уже в 1932 году он переключился на работу с Бродвейскими театрами, дебютировав вместе с другим русским эмигрантом, композитором Верноном Дюком, мюзиклом «Walk a Little Faster». Впрочем, к еврейской теме Аронсон возвращался и позже — например, при работе над сценографией знаменитого мюзикла «Скрипач на крыше» (1964).
Карьера Аронсона-сценографа продолжалась на Бродвее более 40 лет. Он шесть раз удостаивался премии «Тони» как лучший художник сцены: в первый раз в 1951 году (за премьерную постановку «Татуированной розы» Т. Уильямса), в последний раз — в 1976 году (мюзикл «Pacific Overtures»). Среди наиболее выдающихся бродвейских работ Аронсона — мюзикл «Кабаре» (1966, премия «Тони» 1967 года).
Помимо мюзиклов и драматических спектаклей, выступал также художником оперных постановок (главным образом, в Метрополитен Опера) и балетных спектаклей, в том числе постановки балета Чайковского «Щелкунчик» (1977), осуществлённой Михаилом Барышниковым.